# Fundació Linux
 La Fundació Linux, originalment i en anglès Linux Foundation (LF) és un consorci tecnològic sense ànim de lucre constituïda per promoure el creixement de Linux. Fundada el 2007 per la fusió dels Open Source Development Labs (OSDL) i el Free Standards Group (FSG), la Fundació Linux patrocina el treball de creador de Linux, Linus Torvalds i està recolzada per les principals companyies de codi obert i Linux i desenvolupadors de tot el món. La Linux Foundation promou, protegeix, i estandarditza Linux, "proporcionant un conjunt complet de serveis per competir eficaçment amb les plataformes tancades."

## Membres
El juny de 2018, hi ha més de 1000 membres que s'identifiquen amb els ideals i la missió de la Fundació Linux i els seus projectes.

### Membres corporatius
| Nivell d'adhesió                                                | Empreses de telecomunicacions / mitjans de comunicació | Desenvolupadors de programari                                      | Empreses financeres | Altres                                        | Fabricants d'automòbils / aeronàutics | Fabricants de components           | Fabricants de dispositius                      |
| --------------------------------------------------------------- | ------------------------------------------------------ | ------------------------------------------------------------------ | ------------------- | --------------------------------------------- | ------------------------------------- | ---------------------------------- | ---------------------------------------------- |
| Membres de platí (15) (cadascun fa una donació de US $ 500.000) | - AT&T - Tencent                                       | - Fujitsu - Google - IBM - Microsoft - Oracle - VMware             |                     |                                               |                                       | - Cisco Systems - Intel - Qualcomm | - Hitachi - Huawei - NEC - Samsung Electronics |
| Membres d'or (16) (cadascun fa una donació de US $ 100.000)     |                                                        | - Alibaba Cloud - Baidu - Sistemes Citrix - Dell EMC - Doky - SUSE | - BlackRock         | - Accenture - Facebook Hart - Jurament - Uber | - Toyota                              | - Renesas Electronics              | - Panasonic - Toshiba                          |

Hi ha més de 500 membres de plata que donen activament a la Fundació Linux.

## Projectes de la Linux Foundation
Linux Foundation Projects (originalment "Collaborative Projects") són projectes de programari finançats de forma independent que aprofiten el poder del desenvolupament col·laboratiu per impulsar la innovació entre indústries i ecosistemes. Més de 500 empreses i milers de desenvolupadors de tot el món contribueixen a aquests projectes de programari de codi obert.
Al setembre de 2015, les línies totals de codi font presents als projectes col·laboratius de Linux Foundation són 115.013.302. L'esforç total estimat necessari per recuperar els passos del desenvolupament col·laboratiu d'aquests projectes és de 41.192,25 anys. En altres paraules, es necessitarien 1.356 desenvolupadors durant 30 anys per recrear les bases de codi. En aquest moment, el valor econòmic total dels costos de desenvolupament dels projectes col·laboratius de Linux Foundation es va estimar en uns 5.000 milions de dòlars. A través de la inversió continuada en projectes de codi obert i en creixement en el nombre de projectes allotjats, aquest nombre va pujar a 15.600 milions de dòlars al setembre de 2017.
Alguns dels projectes inclouen (per ordre alfabètic):

### AllJoyn
AllJoyn és un marc d'aplicació de codi obert per a dispositius i serveis connectats que es va formar sota Allseen Alliance el 2013. Ara el projecte està patrocinat com un projecte independent de Linux Foundationper la Open Connectivity Foundation (OCF).

### Automotive Grade Linux
Automotive Grade Linux (AGL) és un projecte col·laboratiu de codi obert desenvolupant una plataforma oberta basada en Linux per al cotxe connectat que pot servir com a estàndard de facto per a la indústria. Tot i que inicialment es va centrar en l'Entreteniment de vehicles (IVI), el full de ruta AGL inclou clúster d'instruments, exposició de telèfons i conducció autònoma. Els objectius d'AGL són:
- Una pila de sistemes operatius Linux centrada en automoció que compleix els requisits comuns i compartits de l'ecosistema de l'automòbil
- Un entorn transparent, col·laboratiu i obert per als fabricants d'automòbils, proveïdors de primer nivell i els seus proveïdors de programari i semiconductors per crear programari dins del vehicle.
- Una veu col·lectiva per treballar amb altres projectes de codi obert i desenvolupar noves solucions de codi obert
- Una distribució de Linux integrada que permet prototips ràpids per a desenvolupadors nous a Linux o equips amb experiència prèvia de codi obert.[12]

#### Tecnologia AGL
El 30 de juny de 2014, AGL va anunciar el seu primer llançament, que es basava en Tizen IVI i era principalment per a aplicacions de demostració. AGL va ampliar la primera plataforma de referència amb la distribució de base de codi unificat (UCB). El primer llançament de la UCB, anomenat Agile Albacore, va ser llançat el gener de 2016 i aprofita els components del programari d'AGL, Tizen i GENIVI Alliance. UCB 2.0, anomenada Brillant Blowfish, es va posar a la disposició pública el juliol de 2016 i incloïa funcions noves com la pantalla del seient del darrere, la reproducció de vídeo, l'encaminament d'àudio i el marc d'aplicacions. UCB 3.0 o Charming Chinook es va publicar el gener de 2017. AGL té previst donar suport a casos d'ús addicionals, com ara grups d'instruments i sistemes telemàtics.

### Carrier Grade Linux
L'objectiu principal del grup de treball "CGL" és "interactuar amb proveïdors d'equips de xarxa i operadors per reunir requisits i produir especificacions que els proveïdors de distribució de Linux puguin implementar". També serveix per utilitzar requisits no implementats per fomentar projectes de desenvolupament que contribueixin a la integració d'aquests requisits.

### Cloud Foundry
Cloud Foundry és una aplicació de codi obert, de núvols múltiples, plataforma com a servei (PaaS) governada per la Fundació Cloud Foundry, una organització 501(c)(6). El gener de 2015, es va crear la Fundació Cloud Foundry com a projecte independent de la Fundació Linux sense ànim de lucre. La fundació existeix per augmentar el coneixement i l'adopció del Cloud Foundry, fer créixer la comunitat col·laboradora i crear una estratègia de cohesió entre totes les empreses membres. La Fundació serveix com a part neutra que té tots els núvols d'origen propietat intel·lectual.

### Cloud Native Computing Foundation

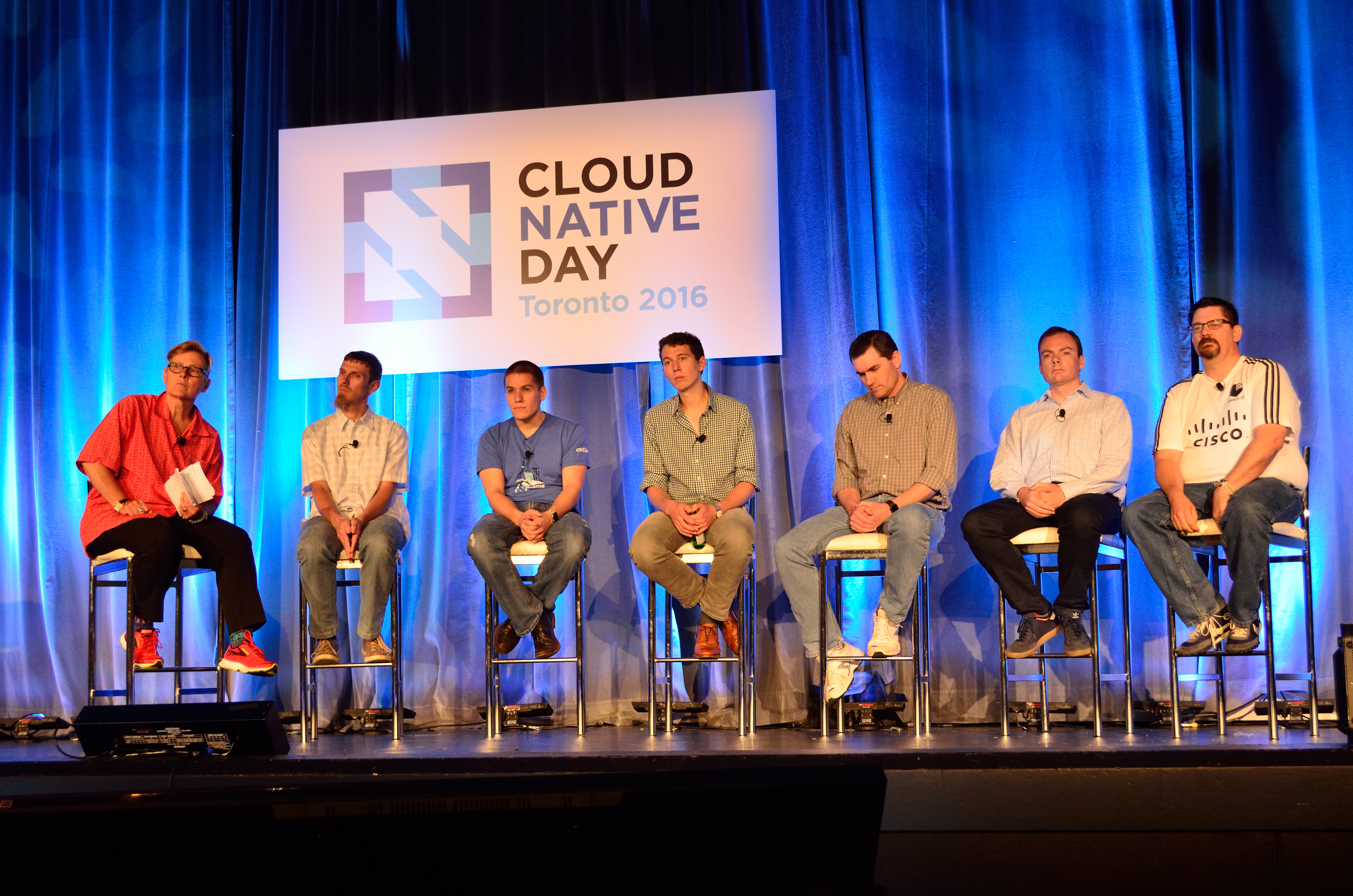
CloudNativeDay 2016

'Cloud Native Computing Foundation'  (CNCF) es va fundar el 2015 per promoure contenidors. Es va anunciar amb Kubernetes 1.0, un gestor de clúster de contenidors de codi obert, que va ser aportat a la fundació per Google com a llavor tecnològica. Els membres fundadors incloïen Google, CoreOS, Mesosphere, Red Hat, Twitter, Huawei, Intel, Cisco, IBM, Docker, Univa i VMware. Per establir representants qualificats de les tecnologies governades pel CNCF, es va anunciar un programa a la inauguració del CloudNativeDay a Toronto a l'agost de 2016. L'empresari Dan Kohn, que també va ajudar a llançar CII, és l'actual director executiu del projecte. L'agost del 2018, Google va anunciar que estava cedint el control operatiu del projecte a la comunitat.

#### Kubernetes
Kubernetes és un marc de codi obert per automatitzar el desplegament i la gestió d'aplicacions en un entorn en contenidor i en clúster. "Pretén oferir millors maneres de gestionar components relacionats i distribuïts a través d'una infraestructura variada." Va ser dissenyat originalment per Google i donat a The Linux Foundation per formar la Cloud Computing Foundation amb Kubernetes com a tecnologia de llavor. La comunitat "gran i diversa que dona suport al projecte ha fet que el seu poder de permanència sigui més robust que altres tecnologies més antigues.

#### CNI
La interfície de xarxa de contenidors (CNI), un projecte de Cloud Native Computing Foundation, proporciona connexions de xarxa per a contenidors de Linux.

#### Containerd
Containerd és un temps d'execució del contenidor bàsic estàndard de la indústria. Actualment està disponible com a dimoni per a Linux i Windows, que pot gestionar el cicle de vida complet del contenidor del sistema amfitrió. El 2015, Docker ha donat l'especificació OCI a The Linux Foundation amb una implementació de referència anomenada runc.

#### CoreDNS
CoreDNS, un servidor DNS que connecta cadenes, és un projecte membre del Cloud Computing Foundation.

#### Envoy
Originalment construït a Lyft, Envoy és un servidor de codi obert de gran rendiment i un servidor intermediari que fa que la xarxa sigui transparent per a les aplicacions. Lyft va aportar Envoy a Cloud Native Computing Foundation el setembre de 2017.

#### Fluentd
Fluentd és un recopilador de dades de codi obert que permet a l'usuari "unificar la recopilació de dades i el consum per a un millor ús i comprensió de les dades".

#### gRPC
gRPC és un "sistema modern de codi obert Remote Procedure Call (RPC) que pot executar-se en qualsevol entorn." El projecte es va crear el 2015 quan Google va decidir obrir el codi font de la següent versió de l'infraestructura RPC ("Stubby"). El projecte compta amb un nombre important d'usuaris que van adoptar grans indústries, com ara Square, Inc., Netflix i Cisco.

#### Jaeger
Creat per Uber Engineering, Jaeger és un sistema de traça distribuït de codi obert inspirat en el paper de Google Dapper i la comunitat OpenZipkin. Es pot utilitzar per a la localització d'arquitectures basades en microserveis, incloent la propagació de context distribuït, el control de transaccions distribuït, l'anàlisi de les causes arrel, l'anàlisi de la dependència del servei i l'optimització del rendiment / latència. El Comitè de Supervisió Tècnica de la Fundació Cloud Native Computing va votar per acceptar Jaeger com el 12è projecte allotjat al setembre de 2017.

#### Linkerd
Linkerd és un projecte membre de CNCF, que proporciona una xarxa de servei resistent per a aplicacions natives als núvols. L'eina es basa en la JVM (màquina virtual Java|màquina virtual Java) per als desenvolupadors que ajuden a millorar les comunicacions entre els microserveis.

#### Notary
Notary és un projecte de codi obert que permet a qualsevol persona confiar en col·leccions de dades arbitràries.

#### OpenTracing
OpenTracing és un projecte membre del Cloud Computing Foundation. Ofereix "API coherents, expressives i neutres per a proveïdors per a plataformes populars".

#### Prometeu
Un projecte membre de Cloud Native Computing Foundation, Prometheus és una eina de monitorització del núvol patrocinada per SoundCloud en les primeres iteracions. L'eina s'utilitza actualment per Digital Ocean, Ericsson, CoreOS, Docker, Red Hat i Google. L'agost de 2018, l'eina va ser designada com a "graduada" per la Cloud Native Computing Foundation.

#### rkt
rkt, un projecte de Cloud Native Computing Foundation, és un motor de contenidors natiu per Linux. És composable, segur i basat en estàndards.

#### The Update Framework
The Update Framework (TUF) ajuda als desenvolupadors a assegurar sistemes d'actualització de programari nous o existents, que sovint es troben vulnerables a molts atacs coneguts. TUF aborda aquest problema generalitzat proporcionant un marc de seguretat integral i flexible que els desenvolupadors poden integrar amb qualsevol sistema d'actualització de programari.

### CHAOSS
El projecte de programari lliure Open Source (CHAOSS) de Community Health Analytics va ser anunciat durant el 2017 Open Source Summit a Amèrica del Nord a Los Angeles. En general, el projecte té com a objectiu proporcionar transparències i mètriques de seguretat per a projectes de codi obert.

### Code Aurora Forum
Code Aurora Forum és un consorci d'empreses amb projectes que serveixen a la indústria del mòbil sense fils. Els projectes de programari amb què es refereix són, per exemple, Android per a MSM, Femto Linux Project, LLVM, MSM WLAN i Linux-MSM.

### CORD
"CORD" (Central Office Re-Orchestrated as a Datacenter) combina SDN, NFV i el núvol amb infraestructura de productes bàsics i blocs de construcció. El projecte va ser presentat per ON.Lab el juny de 2015 a l'Open Networking Summit. El seu equip estava compost originalment per AT&T, el projecte ONOS de The Linux Foundation, PMC-Sierra i Sckipio.

### Projecte Core Embedded Linux
Iniciat el 2003, el projecte Core Embedded Linux té com a objectiu proporcionar un lloc neutre per als proveïdors per establir tecnologies integrades de Linux integrades més enllà de les de Projectes de la Linux Foundation. Des de l'inici, a qualsevol empresa membre de la Fundació Linux se li ha permès sol·licitar l'adhesió al projecte Core Embedded Linux.

### Core Infrastructure Initiative
Anunciat el 25 abril 2014 arran de Heartbleed per finançar i donar suport a projectes amb programari lliure i de codi obert que siguin fonamentals per al funcionament d'Internet.

### DiaMon Workgroup
El grup de treball DiaMon treballa per millorar la interoperabilitat entre les eines de codi obert i millorar les funcions de seguiment, perfilat, registre i seguiment basades en Linux. Segons el grup de treball, DiaMon "pretén accelerar aquest desenvolupament fent que sigui més fàcil treballar junts en parts comunes."

### DPDK
El Data Plane Development Kit consta de biblioteques per accelerar les càrregues de treball de processament de paquets amb arquitectura de la CPU. Segons Intel, "DPDK pot millorar el rendiment de processament de paquets fins a deu vegades".

### Dronecode
Iniciat el 2014, Dronecode va començar com un projecte col·laboratiu de codi obert per unir iniciatives actuals i futures de drons de codi obert sota els auspicis de The Linux Foundation. L'objectiu és una pila compartida de codi obert compartida per a vehicles aeris no tripulats (UAV). Chris Anderson (director general de 3D Robotics i fundador de DIY Drones) és el president del consell d'administració. Lorenz Meier, creador de PX4, MAVLink, QGC i Pixhawk, és el representant de la comunitat al Consell.

### EdgeX Foundry
Fundat el 2017, EdgeX Foundry actua com a marc d'interoperabilitat entre proveïdors i neutres. S'ha allotjaten una plataforma de referència i maquinari i SO agnòstica, i cerca activar un ecosistema de components plug-and-play que uneix el mercat i accelerarà el desplegament d'IoT. El projecte vol habilitar els col·laboradors a treballar lliurement a solucions IoT obertes i interoperables i amb estàndards de connectivitat existents i creats per si mateixos.

### FD.io
El Fast Data Project, anoimnat "Fido", proporciona un marc de serveis E/O per a la propera onada de programari de xarxa i emmagatzematge. A la pila, FD.io és el pla de dades universal. "FD.io s'executa completament a l'espai de l'usuari", va dir Ed Warnicke (enginyer consultor amb Cisco i president del comitè tècnic de FD.io).

### FOSSology
FOSSology és principalment un projecte dedicat a un sistema de programari de conformitat de llicències de codi obert i a un conjunt d'eines. Els usuaris poden executar exploracions de llicències, drets d'autor i control d'exportacions des de la línia d'ordres. Una base de dades i una interfície d'usuari web proporcionen un flux de treball de compliment.

### FRRouting
FRRouting (FRR) és una suite de protocols d'encaminament IP per a plataformes Unix i Linux. Incorpora dimonis de protocol per a BGP, IS-IS, LDP, OSPF, PIM i RIP.

### Hyperledger
El projecte Hyperledger és un esforç global i de codi obert basat en l'avanç de les tecnologies de la cadena de bloqueig entre indústries. A més de ser allotjada per The Linux Foundation, està avalada per líders en finances, banca, IoT, cadena de subministrament, fabricació i tecnologia. El projecte és la base més ràpida que creix fins a la data, que compta amb més de 115 membres des de la seva fundació el 2016. Al maig de 2016, el cofundador d' Apache Software Foundation, Brian Behlendorf, es va unir al projecte com a director executiu.

### Visor IO
IO Visor és un projecte de codi obert i comunitat de desenvolupadors que permetrà una nova manera d'innovar, desenvolupar i compartir funcions d'I/O i de xarxa. Avançarà en tecnologies d'OI i en xarxa per fer front als nous requisits presentats pel cloud computing, l'Internet de les coses (IoT), la creació de xarxes definides pel programari (SDN) i la virtualització de funcions de xarxa (NFV).

### IoTivity
IoTivity és un marc OSS que permet connectivitat de dispositiu a dispositiu sense problemes per ajudar a Internet de les coses a mesura que creix. Mentre que Allseen Alliance i Open Connectivity Foundation es van fusionar a l'octubre de 2016, els projectes IoT de cadascun (AllJoyn i IoTivity, respectivament) continuaran operant sota la Linux Foundation. Els dos projectes "col·laboraran per donar suport a futures versions de l'especificació OCF amb una única implementació IoTivity".

### JanusGraph
JanusGraph vol continuar el desenvolupament de codi obert de la base de dades de gràfics TitanDB. Es tracta "d'una base de dades de gràfics distribuïts que es va publicar originalment el 2012 per permetre als usuaris trobar connexions entre grans conjunts de dades compostos per milers de milions de vèrtexs i arestes."

### Fundació JS
JS Foundation (anteriorment coneguda com a jQuery Foundation i segons normes estatals JSFoundation, Inc) té com a objectiu contribuir al desenvolupament i l'adopció d'important tecnologia JavaScript. La fundació treballa per facilitar la col·laboració dins de la comunitat de desenvolupament de JavaScript per "fomentar aplicacions JavaScript i projectes del costat del servidor proporcionant les millors pràctiques i polítiques".
El 2016, la Dojo Foundation es va fusionar amb la Fundació jQuery i posteriorment es va fer una nova marca com a JS Foundation i es va convertir en un projecte de Linux Foundation.
Els projectes rellevants suportats per la Fundació JS inclouen Node-RED, Appium, jQuery, Dojo Toolkit, QUnit, ESLint i Grunt.
El 2019, la Fundació JS es va fusionar amb la Fundació Node.js per formar la nova OpenJS Foundation. amb una missió declarada per fomentar un creixement saludable del JavaScript i de l'ecosistema web en conjunt.

### Kinetic Open Storage Project
El projecte Kinetic Open Storage està dedicat a la creació d'un estàndard de codi obert entorn dels dispositius cinètics/de valor habilitats per Ethernet per accedir als seus discs. Mitjançant la creació d'aquest estàndard, amplia l'ecosistema disponible dels desenvolupadors de programari, maquinari i sistemes. El projecte és el resultat d'una aliança que inclou fabricants de discs durs principals: Seagate, Toshiba i Western Digital; a més de Cisco, Cleversafe, Dell, DigitalSense, NetApp, Open vStorage, Red Hat i Scality.

### Base estàndard de Linux
La Linux Standard Base, o LSB, és un projecte conjunt de diverses distribucions Linux sota l'estructura organitzativa de Linux Foundation per estandarditzar l'estructura del sistema de programari, o la jerarquia del sistema de fitxers, utilitzat amb el sistema operatiu Linux. LSB es basa en l'especificació POSIX, Single UNIX Specification i en altres estàndards oberts, però els estén en determinades àrees.
Segons el LSB:
| « | L'objectiu de la LSB és desenvolupar i promoure un conjunt d'estàndards oberts que augmentin la compatibilitat entre les distribucions Linux i permetran que les aplicacions de programari s'executin en qualsevol sistema compatible fins i tot en forma binària. A més, LSB ajudarà a coordinar els esforços per contractar proveïdors de programari per portar i escriure productes per al sistema operatiu Linux. | » |

El compliment de LSB pot ser certificat per un producte mitjançant un procediment de certificació.
LSB especifica per exemple: biblioteques estàndard, una sèrie d'ordres i utilitats que amplien l'estàndard POSIX, el disseny de la jerarquia del sistema de fitxers, nivells d'execucións, el sistema d'impressió, incloent spooling spoolers com CUPS i eines com Foomatic i diverses extensions al X Window System.

### Long Term Support Initiative (LTSI)
LTSI és un projecte creat i suportat per Hitachi, LG Electronics, NEC, Panasonic, Qualcomm Atheros, Renesas Electronics, Samsung Electronics, Sony i Toshiba, allotjat a The Linux Foundation. El seu objectiu és mantenir una base Linux comuna que s'utilitzi en una varietat de productes d'electrònica de consum.

### Fundació Node.js
Igual que la missió general de The Linux Foundation de fomentar l'adopció generalitzada de tecnologia Linux i de codi obert, la Fundació Node.js existeix principalment per accelerar el desenvolupament de la plataforma Node.js. La fundació també opera sota un model de governança oberta per augmentar la participació entre proveïdors, desenvolupadors i la comunitat general de Node.js. La seva estructura proporciona als usuaris de l'empresa l'assegurança d'"innovació i continuïtat sense risc".
Des del seu llançament el 2015, la fundació ha experimentat un fort creixement, resultat en noves iniciatives com la plataforma de seguretat de nodes (una eina que permet un seguiment continuat de la seguretat de les aplicacions Node.js) i Node Interactive, una sèrie de conferències professionals dirigides a l'usuari mitjà de Node.js d'avui. Node.js informa "3,5 milions d'usuaris i una taxa de creixement anual del 100 per cent"> i la fundació es troba entre els projectes amb més creixement de la Fundació Linux.
El 2019, la Fundació Node.js es va fusionar amb la Fundació JS per formar la nova OpenJS Foundation. amb una missió declarada de fomentar un creixement saludable del JavaScript i de l'ecosistema web en conjunt.

### ODPi
ODPi proporciona especificacions per al temps d'execució i les operacions d'Apache Hadoop, les proves i les implementacions de referència. El projecte segueix el paper de l' Apache Software Foundation "en el desenvolupament i la governança dels projectes upstream". El projecte és el resultat d'un canvi de marca de la plataforma Open Data Platform per a la iniciativa Hadoop.

### ONOS
ONOS (Open Network Operating System) és una comunitat de codi obert amb la missió de fer arribar la promesa de les xarxes definides per software (SDN) als proveïdors de serveis de comunicacions per tal que les xarxes siguin més àgils per a mòbils i dades, i centrar les aplicacions amb millors resultats econòmics tant per a usuaris com per a proveïdors.

### Open API Initiative (OAI)
OAI es compromet a estandarditzar com es descriuen les API REST. SmartBear Software ha donat l'Especificació directament a la iniciativa. El nou nom és Open API Specification.

### OpenBMC
El projecte OpenBMC és un projecte col·laboratiu de font oberta que té com a objectiu produir una implementació de codi obert de la pila de firmware Baseboard Management Controllers (BMC).

### OpenChain
El projecte OpenChain està centrat a gestionar el compliment de l'empresa en cadenes de subministrament de codi obert. En general, el projecte es descriu com "un esforç comunitari per establir les millors pràctiques per a una gestió eficaç del compliment de programari de codi obert."

### Open Container Initiative
El 2015, Docker i CoreOS van llançar Open Container Initiative (OCI) en col·laboració amb The Linux Foundation per crear un conjunt d'estàndards de la indústria a l'exterior al voltant dels formats de contenidor i el temps d'execució.

### OpenDaylight
OpenDaylight és un projecte col·laboratiu de codi obert organitzat per The Linux Foundation. L'objectiu del projecte és promoure la creació de xarxes (SDN) definides pel programari i la virtualització de funcions de xarxa (Network Virtual Functions o NFV). El programari està escrit en llenguatge de programació Java.

### Fundació OpenJS
OpenJS Foundation es va fundar el 2019 a partir de la fusió de la JS Foundation i la Fundació Node.js. La seva missió declarada és fomentar un creixement saludable del JavaScript i de l'ecosistema web proporcionant una organització neutral per allotjar projectes i finançar col·laborativament activitats que beneficien a l'ecosistema en general. L'OpenJS Foundation es compon de 29 projectes de codi obert de JavaScript, inclosos Appium, Dojo, jQuery i Node.js, i webpack. Els membres fundadors van incloure Google, Microsoft i IBM, PayPal, GoDaddy i Joyent.

### Open Mainframe Project
L' Open Mainframe Project té com a objectiu impulsar l'harmonia a la comunitat mainframe i desenvolupar conjunts d'eines i recursos compartits. El projecte també intenta incrementar la participació d'institucions acadèmiques en l'educació dels enginyers i desenvolupadors de Linux.

### OpenMAMA
OpenMAMA (Open Middleware Agnostic Messaging API) és una capa d'integració neutra per a proveïdors lleugers per a sistemes construïts sobre una varietat de middleware orientat a missatges.

### OpenMessaging
Anunciat a l'octubre de 2017, l'objectiu d' OpenMessaging és actuar com un estàndard obert per a proveïdors de missatges / flux distribuïts. El projecte compta amb el suport d'Alibaba, la unitat de negoci de Verizon, entre d'altres.

### OpenPrinting

Arquitectura d'impressió CUPS de Linux / Unix.

El grup de treball OpenPrinting és un lloc web que pertany a la Linux Foundation que proporciona documentació i suport per a la impressió sota Linux. Creat com a LinuxPrinting.org , el 2006 va passar a formar part del Free Standards Group.
Van desenvolupar una base de dades que llistava una àmplia varietat d'impressores de diversos fabricants. La base de dades permet a les persones fer un informe sobre el suport i la qualitat de cada impressora i també proporcionen un informe sobre el suport donat a Linux per cada venedor de la impressora. També han creat un script foomatic (anteriorment cupsomatic) que es connecta al Common Unix Printing System (CUPS).

### OpenSDS
OpenSDS és un controlador de codi obert per definició de programari. Com va explicar el periodista Swapnil Bhartiya per a la revista CIO, es va crear per crear "una resposta de la indústria per afrontar els reptes d'integració d'emmagatzematge definits pel programari amb l'objectiu de fomentar l'adopció d'estàndards oberts a empreses". Està suportat pels usuaris / proveïdors d'emmagatzematge, incloent Dell, Huawei, Fujitsu, HDS, Vodafone i Oregon State University.

### Obre vSwitch
Originalment creat a Nicira abans de passar a VMware (i eventualment a la Linux Foundation), OvS és un commutador virtual obert que suporta interfícies i protocols de gestió estàndard.

### ONAP
L' Open Network Automation Platform és el resultat de la fusió dels projectes OPEN-O i Open ECOMP a l'abril de 2017. La plataforma permet als usuaris finals dissenyar, gestionar i automatitzar serveis i funcions virtuals.

### OPNFV
La plataforma oberta per la virtualització de funcions de xarxa (OPNF o Open Platform for Network Function Virtualization (NFV) "pretén ser una plataforma integrada de grau portador que introdueixi nous productes i serveis a la indústria de forma més ràpida". El 2016, el projecte va començar un programa de pràctiques, va crear un grup de treball i un "Grup d'assessors de l'usuari final" (fundat pels usuaris i el consell)

### PNDA
PNDA (Platform for Network Data Analytics) és una plataforma per a analítiques de xarxes escalables, que arrodoneixen dades de "múltiples fonts en una xarxa i treballa amb Apache Spark per a trencar els números amb la finalitat de trobar patrons útils en les dades amb més eficàcia".

### R Consortium
El R Consortium o Consorci R està dedicat a ampliar l'ús del llenguatge R i desenvolupar-lo encara més. R Consortium treballa amb la Fundació R i altres organitzacions que treballen per ampliar l'abast de la llengua. El consorci està recolzat per una col·lecció de pesos pesats del sector tecnològic, incloent Microsoft, IBM, Oracle, Google i Esri.

### Real-Time Linux
Real-Time Linux té l'objectiu general de fomentar l'adopció generalitzada de temps real. Es va formar per coordinar els esforços per prioritzar Preempt RT i ajudar els mantenidors a "continuar treballant en el desenvolupament, suport a llarg termini i futures investigacions de RT."

### RethinkDB
Després que RethinkDB anunciés la seva aturada com a empresa La Fundació Linux va anunciar que havia adquirit la propietat intel·lectual sota el seu projecte Cloud Native Computing Foundation, que després va ser rellançat sota la llicència Apache (ASLv2) RethinkDB es descriu a si mateix com "la primera base de dades JSON open-source i escalable construïda des de la base, per a la web, en temps real."

### SPDX
El projecte SPDX (Data Package Data eXchange) del programari es va iniciar el 2010 per crear un format estàndard per comunicar els components, llicències i drets d'autor associats amb paquets de programari. Com a part del projecte, hi ha un equip que gestiona la llista de llicències SPDX, que defineix una llista d'identificadors per a llicències i excepcions trobades habitualment utilitzat per a programari de codi obert i per a altres programes de col·laboració.

### SNAS.io
Streaming Network Analytics System (projecte SNAS.io) és un marc de codi obert per recopilar i fer un seguiment de milions de routers, peers, prefixos (objectes d'encaminament) a temps real. SNAS.io és un projecte de la Linux Foundation anunciat el maig de 2017.

### Tizen
Tizen és una plataforma de programari lliure i de codi obert, basada en estàndards, compatible amb els principals operadors de telefonia mòbil, fabricants de dispositius i proveïdors de silici per a múltiples categories de dispositius, com ara telèfons intel·ligents, tauletes, netbooks, dispositius tecnològics al vehicle i smart Televisors.

### TODO
TODO (Talk Openly, Develop Openly) és un col·lectiu de codi obert allotjat a The Linux Foundation. Ajuda a les empreses interessades en codi obert a col·laborar millor i de manera més eficient. TODO vol arribar a empreses i organitzacions que vulguin desenvolupar els projectes i programes de codi obert. "El grup TODO arriba a totes les indústries per col·laborar amb líders tècnics i empresarials de codi obert per compartir bones pràctiques, eines i programes per construir projectes fiables i eficaços a llarg termini", va dir Jim Zemlin a Collaboration Summit 2016.

### Projecte Xen
L'equip del Projecte Xen és una comunitat global de codi obert que desenvolupa l'hipervisor Xen, contribueix al marc de Linux PVOPS, a la plataforma Cloud Xen® i al ARM Xen®.

### Projecte Yocto
El Projecte Yocto és un projecte de col·laboració de codi obert que proporciona plantilles, eines i mètodes per ajudar a crear sistemes basats en Linux personalitzats per a productes incrustats, independentment de l'arquitectura del maquinari. Va ser fundada el 2010 com una col·laboració entre molts fabricants de maquinari, proveïdors de sistemes operatius de codi obert i empreses d'electrònica per tal d'ordenar el caos d'un desenvolupament integrat de Linux.

### Projecte Zephyr
Zephyr és un petit sistema operatiu en temps real per a dispositius connectats amb recursos limitats que admeten múltiples arquitectures. Es desenvolupa com a projecte de col·laboració de codi obert i publicat sota la llicència Apache 2.0. Zephyr es va convertir en un projecte de Linux Foundation el febrer de 2016.